# Exorista ghanii
Exorista ghanii är en tvåvingeart som beskrevs av Louis-Paul Mesnil 1971. Exorista ghanii ingår i släktet Exorista och familjen parasitflugor.
Artens utbredningsområde är Pakistan. Inga underarter finns listade i Catalogue of Life.